# Beupoiet
Beupoiet (en francès Beaupouyet) és un municipi francès situat al departament de la Dordonya i a la regió de la Nova Aquitània.

## Demografia
| 1962                                       | 1968 | 1975 | 1982 | 1990 | 1999 | 2007 |
| ------------------------------------------ | ---- | ---- | ---- | ---- | ---- | ---- |
| 530                                        | 510  | 532  | 512  | 439  | 462  | 455  |
| Des de 1962: població sense dobles comptes |      |      |      |      |      |      |

## Administració
| Període   | Identitat                | Partit |
| --------- | ------------------------ | ------ |
| 1944-1947 | Camille Neyraud          |        |
| 1947-1971 | Charles Ollivier         |        |
| 1971-2008 | Pierre-Hubert Lespinasse |        |
| 2008-     | Jean-Luc Gross           |        |